# Herschelovo muzeum astronomie
Herschelovo muzeum astronomie (známé také pod názvem Muzeum Williama Herschela) je malé muzeum nacházející se v Bath, věnované životu a práci astronoma a hudebníka Williama Herschela a jeho sestře Caroline Herschel.
Muzeum se nachází v čísle 19 na New King Street v Bath v Anglii. Zde William vyráběl své dalekohledy a v roce 1781 zde uskutečnil svůj nejznámější objev, nalezl planetu Uran. William zde žil se svou sestrou Caroline, která mu pomáhala při práci a vyučovala zde hudbu. William Herschel jí daroval dalekohled, kterým objevila několik komet.
William Herschel se sem přestěhoval 29. září 1777 a žil zde do prosince 1779 a poté od března 1781 do začátku srpna 1782, kdy se přestěhoval do Windsoru, aby mohl plnit svou úlohu královského astronoma. Caroline Herschel a její bratr Alexandr žili v budově muzea až do roku 1784.